# Суворов, Василий Ильич
Василий Ильич Суворов (9 мая 1902, Рыбинск, Ярославская губерния — 23 марта 1991, Ленинград) — художник, преподавал на кафедре рисунка Санкт-Петербургской государственной художественно-промышленной академии им. А. Л. Штиглица.

## Биография
Родился в Рыбинске. Во время учёбы в гимназии брал частные уроки у художника М. М. Щеглова (1911—1917 гг). Занимался в гарнизонной студии Рыбинска (1919—1924), брал частные уроки у художника П. А. Алексеева, ученика Д. Н. Кардовского (1924—1925 гг). В 1925 г. — переезжает в Москву, некоторое время работает тренером гимнастической секции в Союзе строителей, посещает занятия в студии художника К. П. Чемко на Тверской (1925—1930 гг), руководителем которой был Д. Н. Кардовский, профессор Ленинградского института им. И. Е. Репина. В 1931 г. — переезжает в Ленинград. Обучение на живописном факультете Института имени И. Е. Репина (1932—1938) у профессоров Н. Э. Радлова, В. И. Шухаева. В 1946 г. принимает приглашение преподавать в Ленинградском высшем художественно-промышленном училище имени В. И. Мухиной на вновь созданной кафедре рисунка, отделение «Художественное моделирование костюма»; с 1951 г. — заведующий подготовительными курсами при училище имени В. И. Мухиной.
В 1950 г. В. И. Суворов возглавил созданную при Доме медицинских работников студию самодеятельного творчества и совмещал работу в ней с работой в ЛВХПУ им. В. И. Мухиной (1950—1989). Учебные мастерские «Студии Суворова», как она со временем стала именоваться, располагавлись в просторной многокомнатной квартире на последнем этаже дома на ул. Коломенской, 14. В 1989 г. «Студия Суворова», ещё под его руководством, получила звание народной. C 1989 г. Суворов вел консультации на дому, а в 1991 г. оставил преподавание в ЛВХПУ им. В. И. Мухиной.